# Munttoren (Amsterdam)

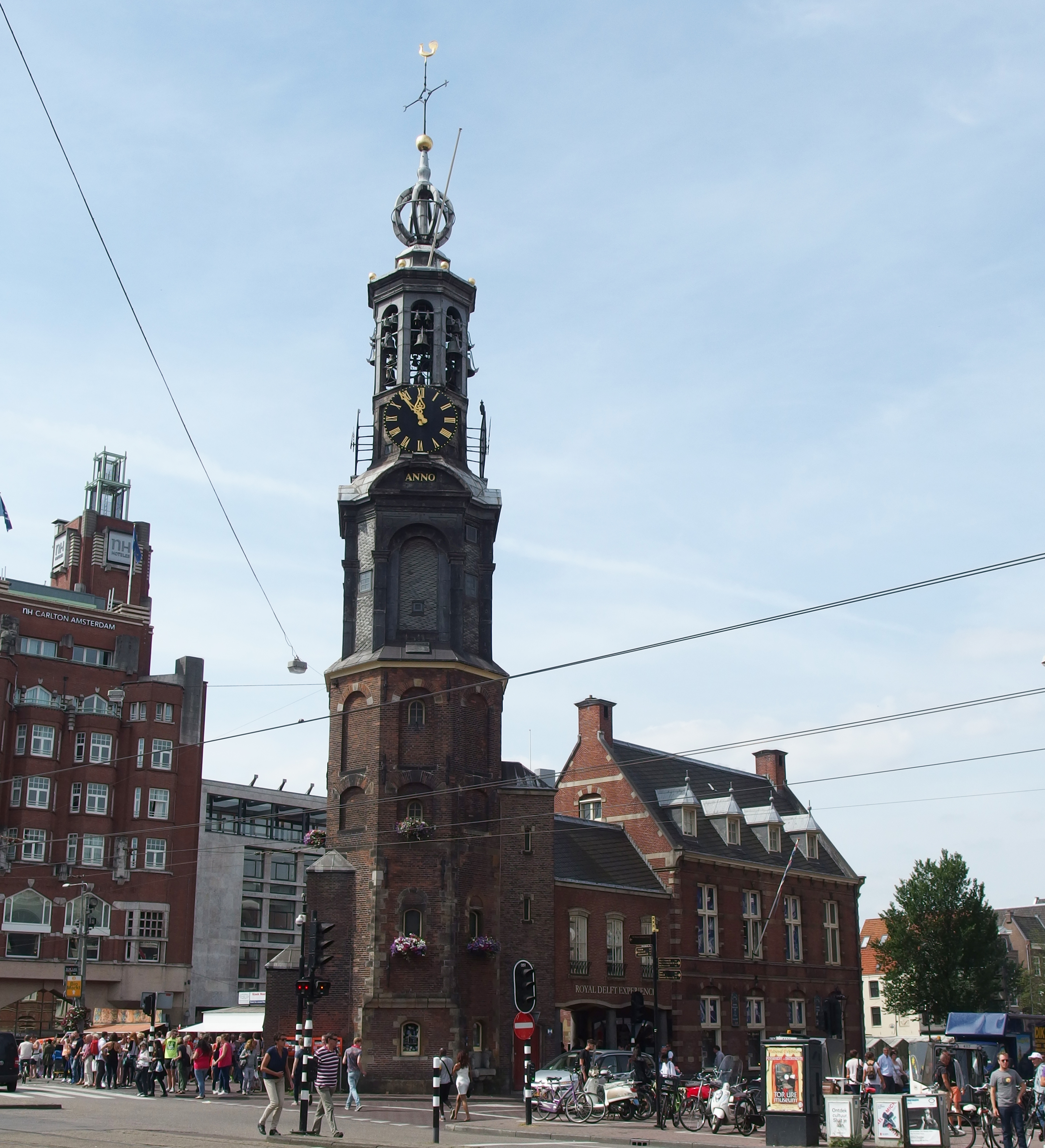
Munttoren en Muntgebouw gezien vanaf het Muntplein

De Munttoren, ook wel De Munt genoemd, heet officieel Regulierstoren en maakte vroeger deel uit van de Regulierspoort. Deze stadspoort was een van de drie hoofdpoorten van de middeleeuwse vestingwerken van Amsterdam. De poort was genoemd naar het Reguliersklooster (1394-1532). Dit klooster stond ter hoogte van de latere Keizersgracht buiten de Regulierspoort.
De toren staat op het Muntplein, dat tot 1877 Schapenplein en van 1877 tot 1917 Sophiaplein heette (naar koningin Sophie). Het is tegenwoordig een druk kruispunt tussen Kalverstraat en Reguliersbreestraat, vlak bij de bloemenmarkt op het Singel. Naast de toren onder de kleine poort door gaat men richting Kalverstraat of Reguliersbreestraat.

## Geschiedenis

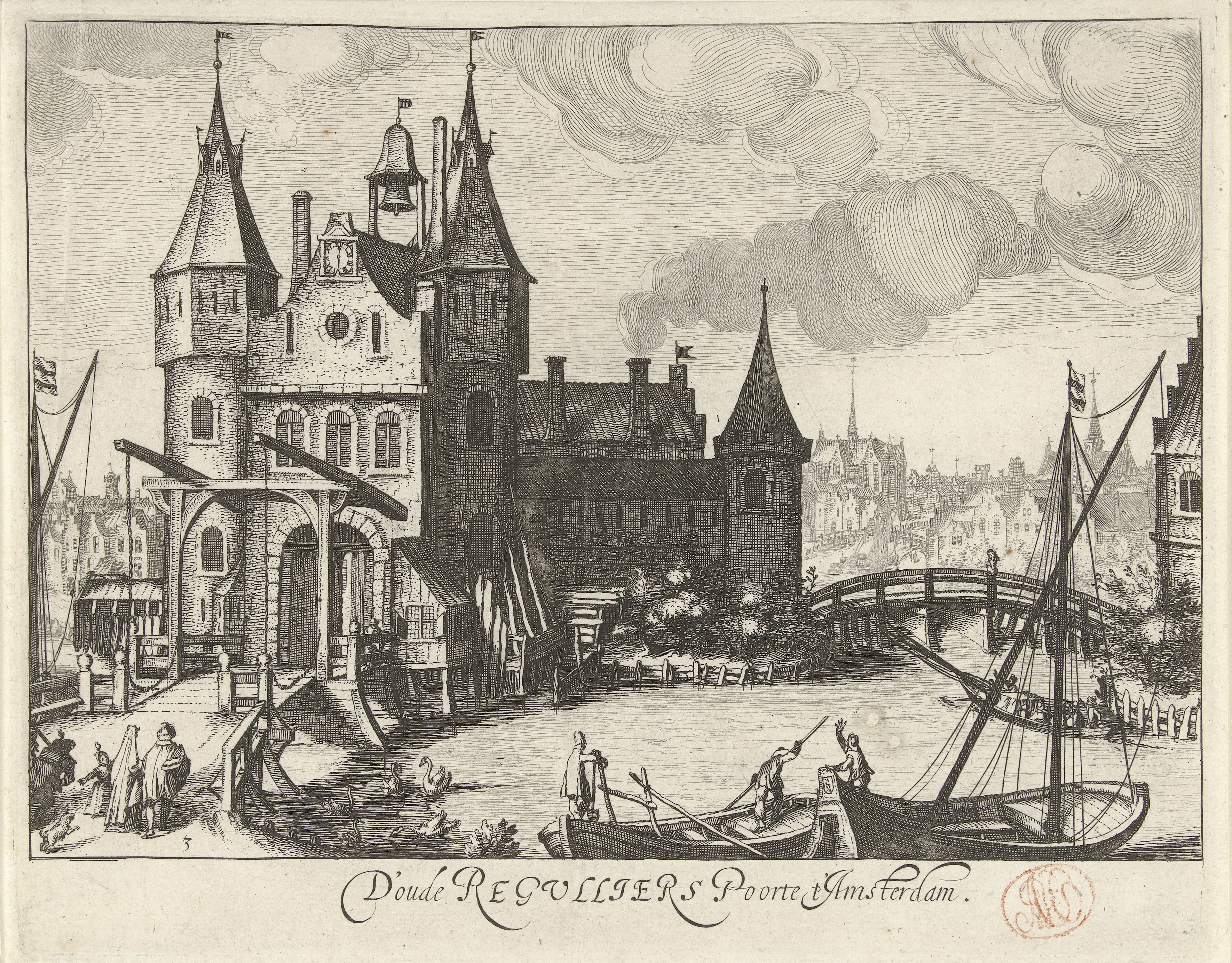
De Eerste Regulierspoort in de 16e eeuw

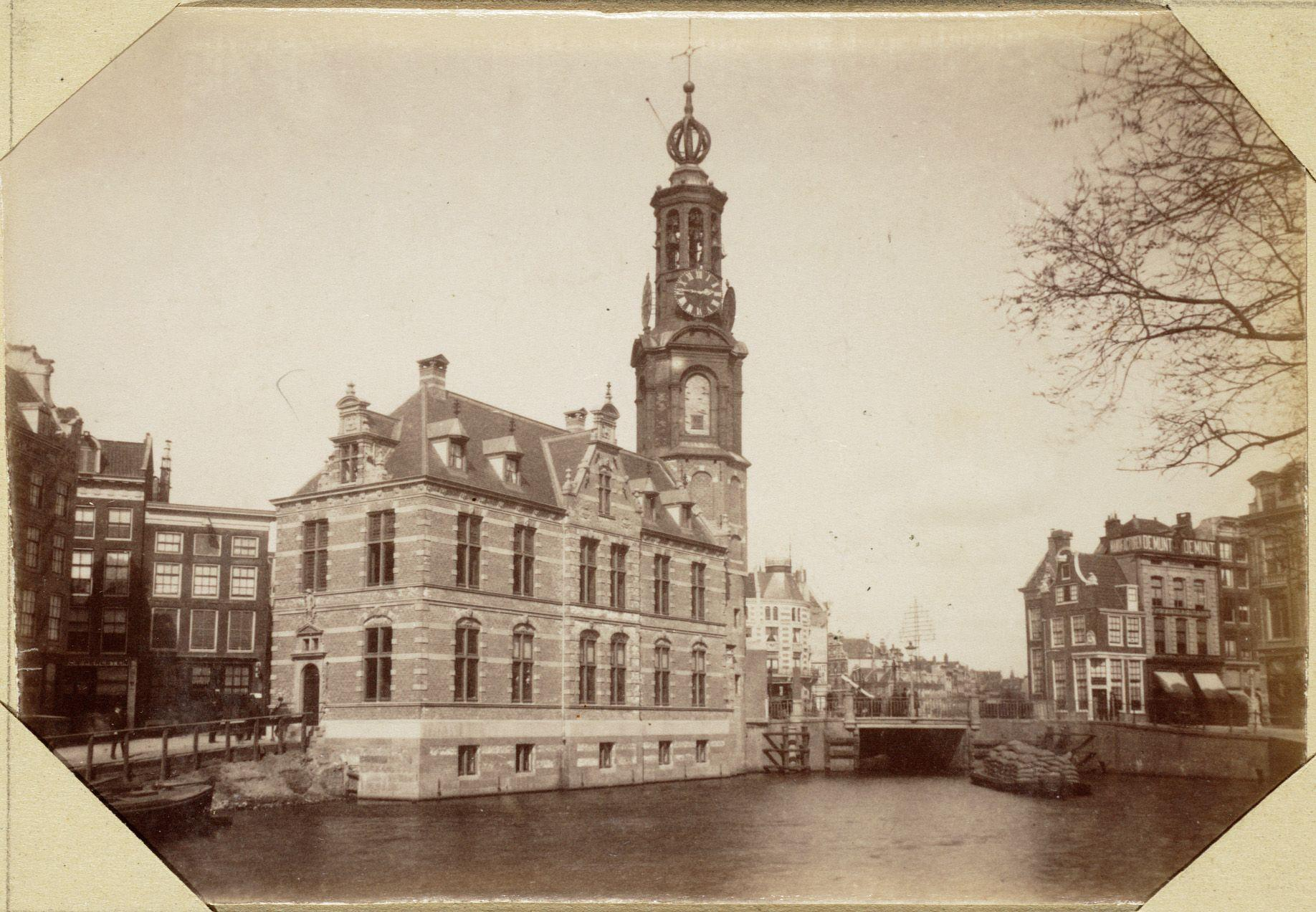
Het nieuwe Muntgebouw aan het Singel; circa 1887

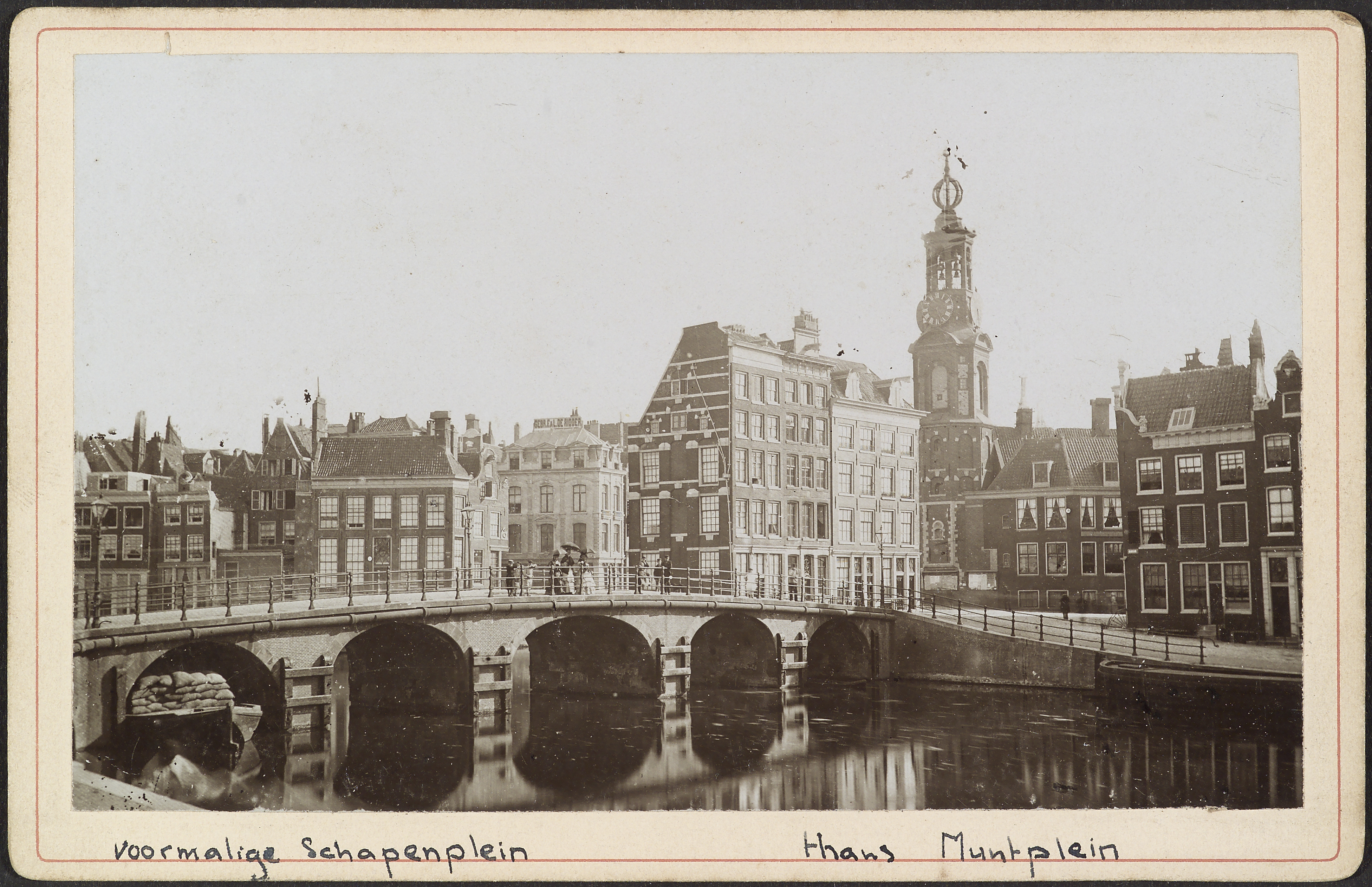
Munttoren aan het Schapenplein; nu Muntplein in Amsterdam

De bijnaam van de toren verwijst naar het feit dat er in de 17e eeuw in het aangrenzende wachthuis munten werden geslagen. De toren kreeg zijn huidige naam in het Rampjaar 1672, toen Amsterdam tijdelijk het recht van muntslag kreeg omdat Franse troepen grote delen van het land bezet hielden, en het niet mogelijk was zilver en goud te transporteren naar de muntplaatsen Dordrecht en Enkhuizen.
De Regulierspoort, gebouwd tussen 1480 en 1487, bestond uit twee torens en een wachthuis. Nadat de poort in 1618 in vlammen opging, besloot men alleen de westelijke toren te herbouwen. De stompe toren kreeg daarna in 1619-1620 een achtkantige bovenbouw en een sierlijke open lantaarn naar een ontwerp van Hendrick de Keyser, met daarin een uurwerk met vier wijzerplaten, en in 1668 een beiaard van de Gebroeders Hemony. De Munttoren is 35 meter hoog.
Het wachthuis, dat de brand van 1618 redelijk had doorstaan, werd in de negentiende eeuw afgebroken en vervangen door het het huidige gebouw. Het werd gebouwd tussen 1885 en 1887 in historiserende neorenaissance-stijl, onder leiding van architect Willem Springer. Tijdens een vernieuwing van het gebouw in 1938-1939 kwam er op de begane grond een doorgang.
Onder het wachthuis bevond zich een openbaar toilet dat buitenom bereikbaar was via een trap langs het Singel. Onder homoseksuele mannen was dit lange tijd een populaire plek om te cruisen. Vanwege de souvenirwinkel in het wachthuis gaven zij het urinoir de bijnaam "Delfts Blauw".

## Klokkenspel

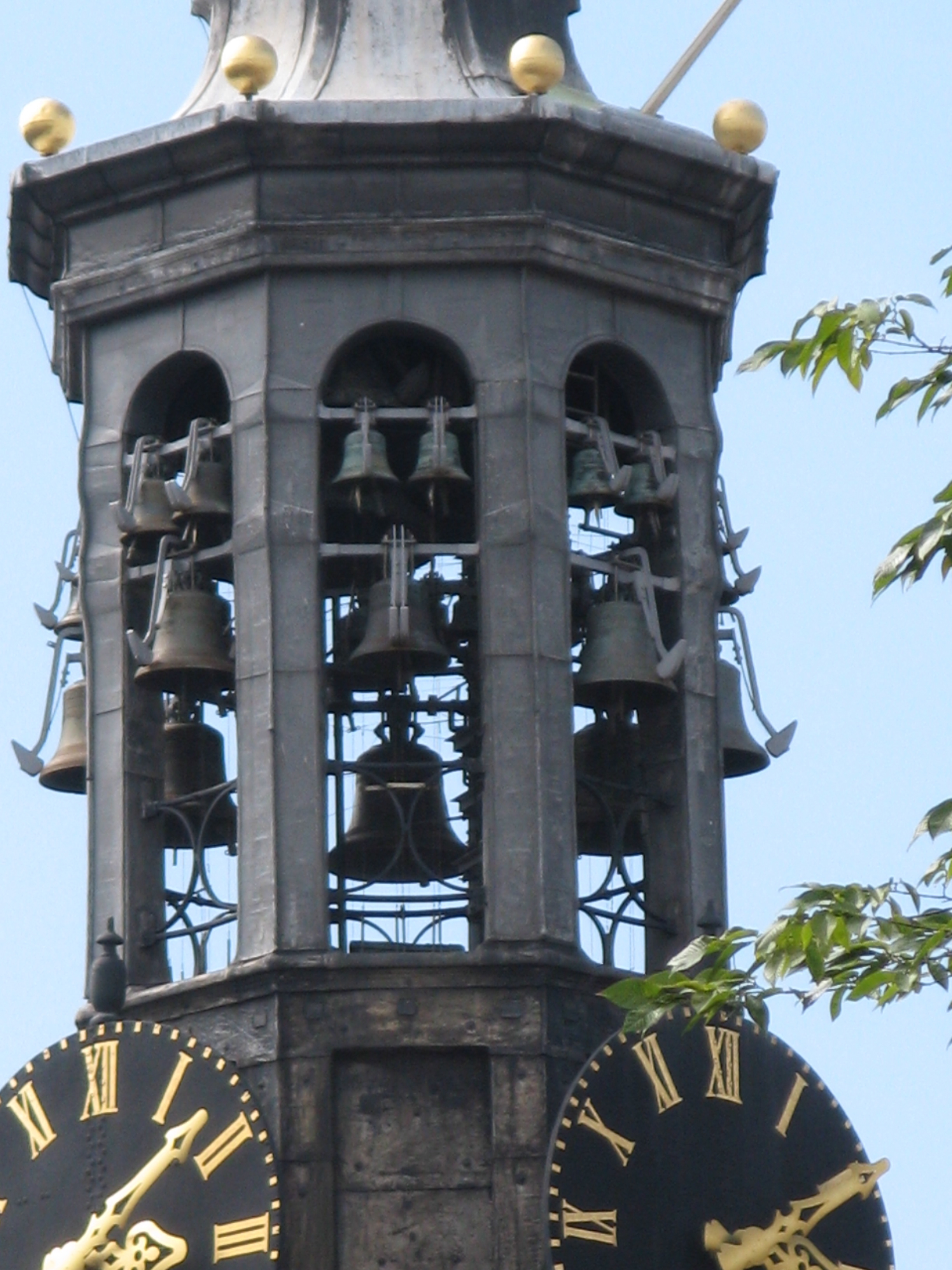
De beiaard in de Munttoren met overstekende hamers aan de buitenzijde voor automatisch spel

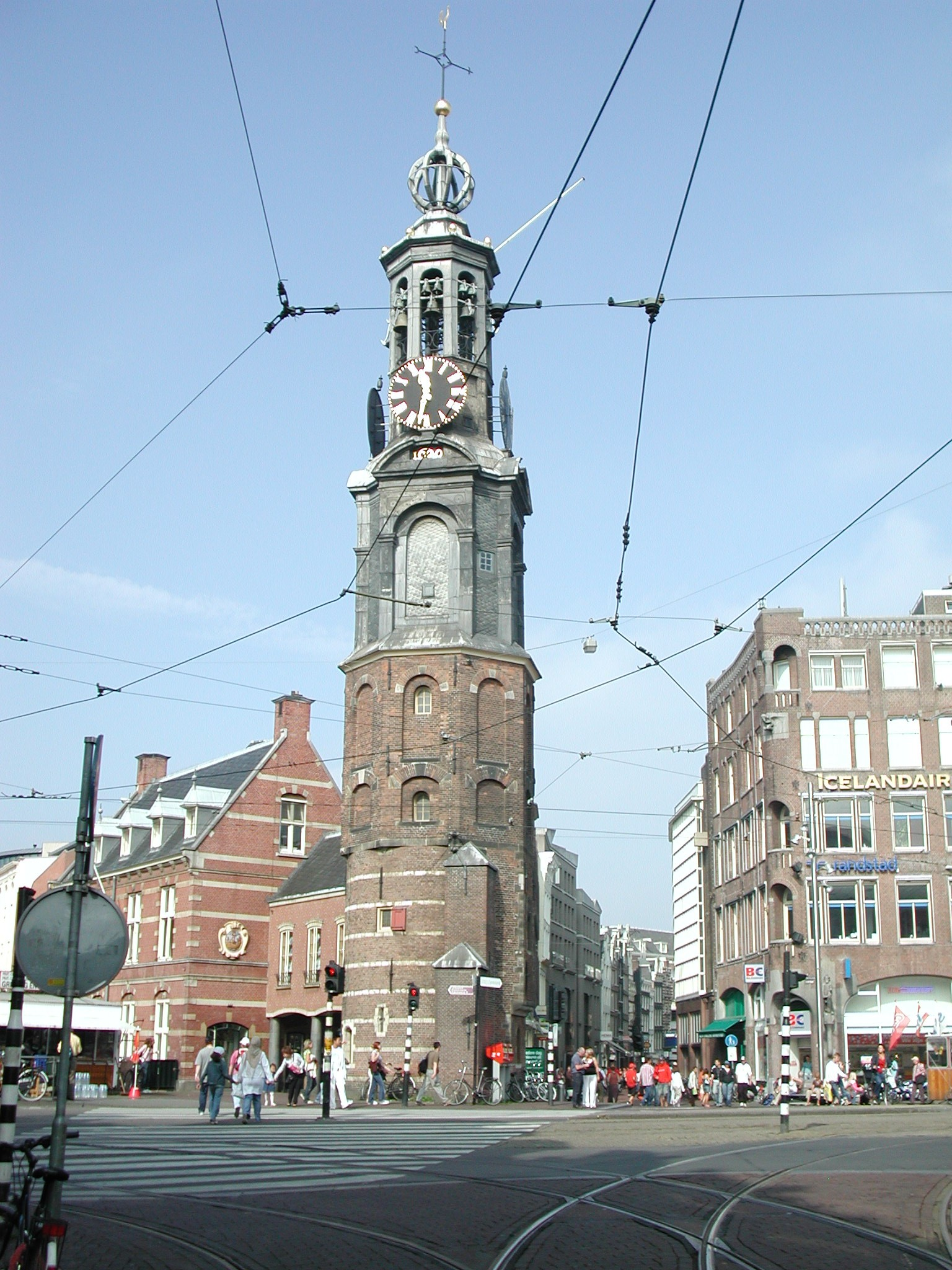
De Munttoren gezien vanaf de Reguliersbreestraat (2005)

De beiaard van de Munttoren werd in 1651 voor de toenmalige Beurs van Hendrick de Keyser, gegoten door de gebroeders Hemony in hun klokkengieterij in Zutphen. Pas in 1655 werd het klokkenspel in de beurs opgehangen, maar toen de toren wegens een uitbreiding van het beursgebouw in 1668 moest verdwijnen, werd dit klokkenspel overgebracht naar de Munttoren. Het kleine carillon van 22 klokken werd daarbij aanzienlijk vergroot met zes nieuwe, zware klokken, die Pieter Hemony goot in datzelfde jaar 1668 in Amsterdam. Er kwamen ook nog enkele nieuwe kleine klokjes bij, zodat het nieuwe klokkenspel voor de Munttoren 36 klokken telde. De grootste van de nieuwe klokken klinkt met toon Cis en weegt bijna 2000 kilogram.
In 1669 maakte Pieter Hemony een bronzen speeltrommel voor de Munt die nog dagelijks de klokken elk kwartier laat klinken.
In het jaar 1873 werd het stokkenklavier van het carillon verwijderd. Men wilde de beperkte ruimte boven in de toren gebruiken voor een nieuw uurwerk. Dit uurwerk kreeg nu ook een minutenwijzer. Zodoende speelde de Munttoren alleen nog automatisch. Handspel was niet meer mogelijk.
Pas in het Hemonyjaar 1959, tijdens de restauratie door Petit en Fritsen, werd de beiaard weer van een stokkenklavier voorzien en sindsdien wordt het Muntcarillon weer wekelijks handmatig bespeeld. Bij de restauratie werden verder elf van de kleinere Hemonyklokken vervangen, omdat hun toon door corrosie van het brons niet meer zuiver was. Deze kleine Hemonyklokken zijn nu opgeslagen in het Amsterdam Museum.
In 1993 volgde opnieuw een restauratie waarbij nog meer Hemonyklokken uit het spel verdwenen, en de resterende dertien werden bijgestemd. Een veertiende Hemonyklok barstte tijdens het stemmen. Tevens werd de reeks, die tot dat moment nog uit 29 klokken bestond, met 9 kleinere klokjes uitgebreid, zodat het huidige instrument er 38 telt, 2 meer dan de reeks die Pieter Hemony in 1668 tot stand bracht.
Elk kwartier wordt bij wijze van tijdsaanduiding door de speeltrommel een korte melodie op de klokken afgespeeld. Tweemaal per jaar worden deze melodieën verstoken door de stadsbeiaardier, die daartoe de stalen pinnen op de speeltrommel van plaats verwisselt.
Elke zaterdagmiddag om 14 uur geeft stadsbeiaardier Gideon Bodden een concert op dit carillon.

## Varia
- Vlak na de restauratie, rond 1960, was Bernard Drukker, de beroemde bioscooporganist, beiaardier op de Munttoren. Hij maakte in deze periode zelfs samen met het City Theater-orkest olv. Lex van Weren een opname van de klokken van de Munt. Deze EP It's in the air werd door Philips uitgegeven.
- De Munttoren heeft in het begin van de 21e eeuw een extra stevige fundering gekregen om te voorkomen dat het monumentale pand zou verzakken door de aanleg van de Noord/Zuidlijn, die er vlak langs ligt. Hiervoor had de gemeente Amsterdam 1,9 miljoen euro uitgetrokken.[4]
- Schaalmodellen van de Munttoren zijn te zien in Madurodam in Den Haag en in Mini-Europa in Brussel.

## Galerie

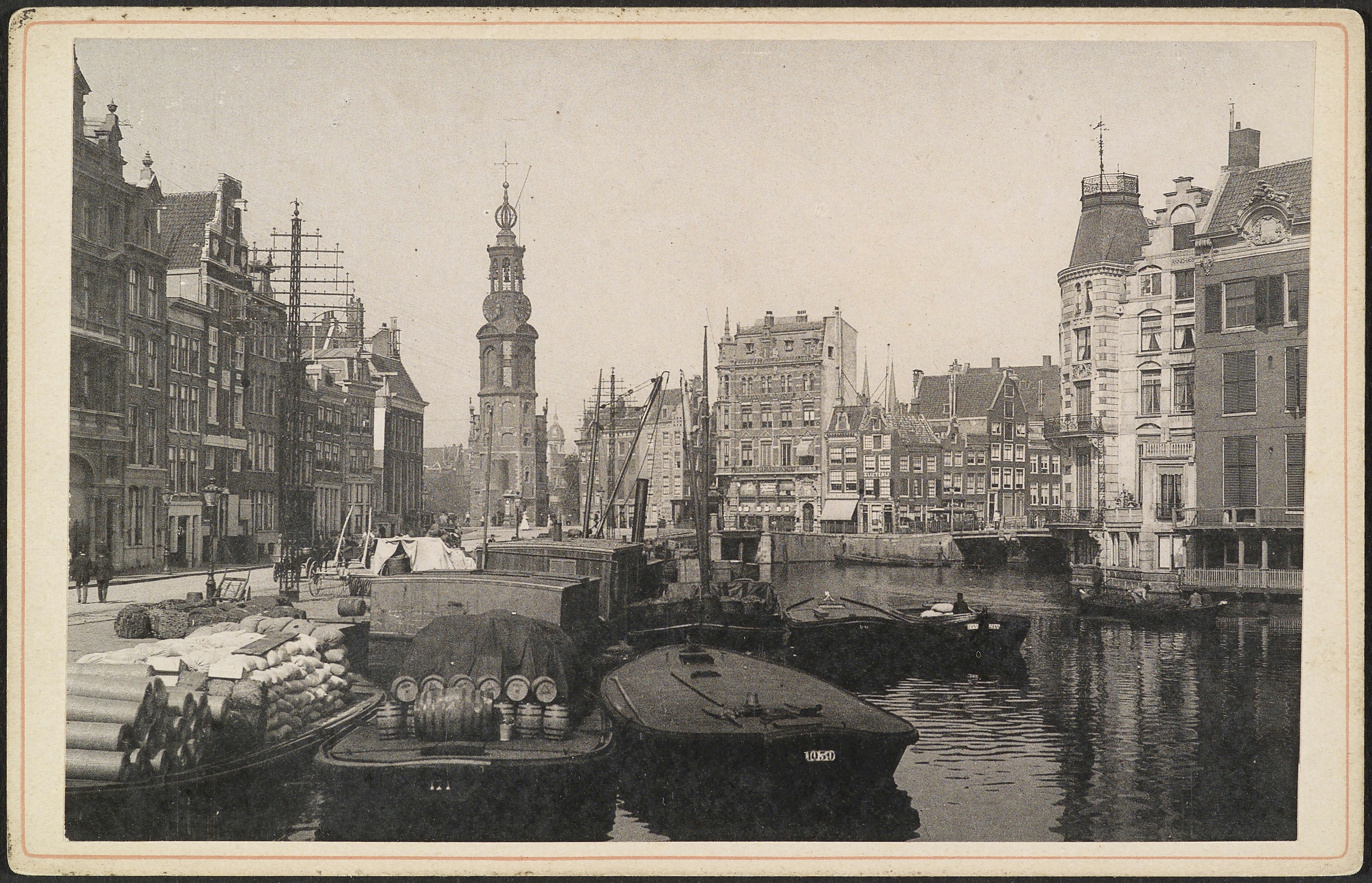
Munttoren en water met schepen rond 1900
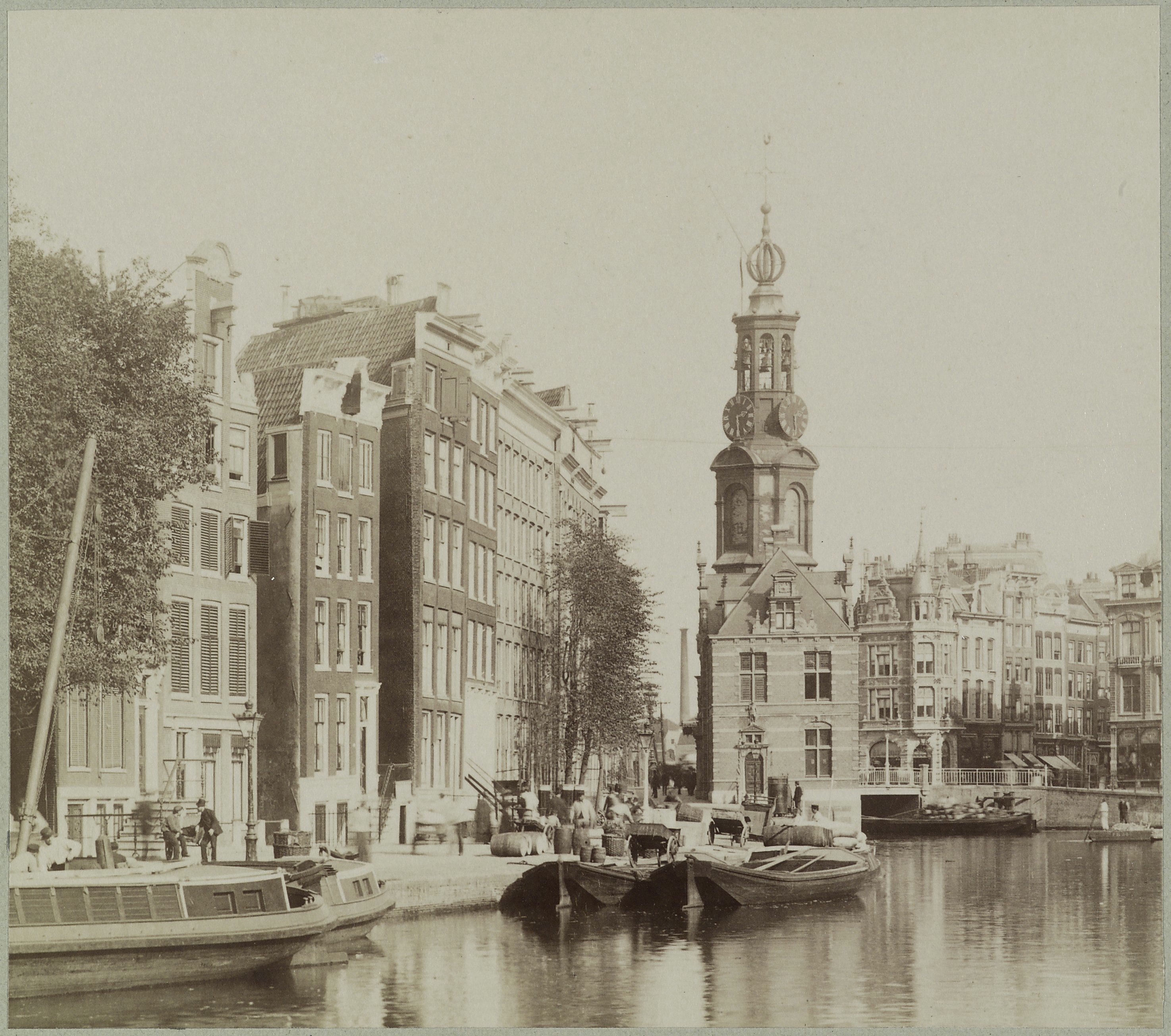
Munttoren gezien vanaf de singel rond 1900
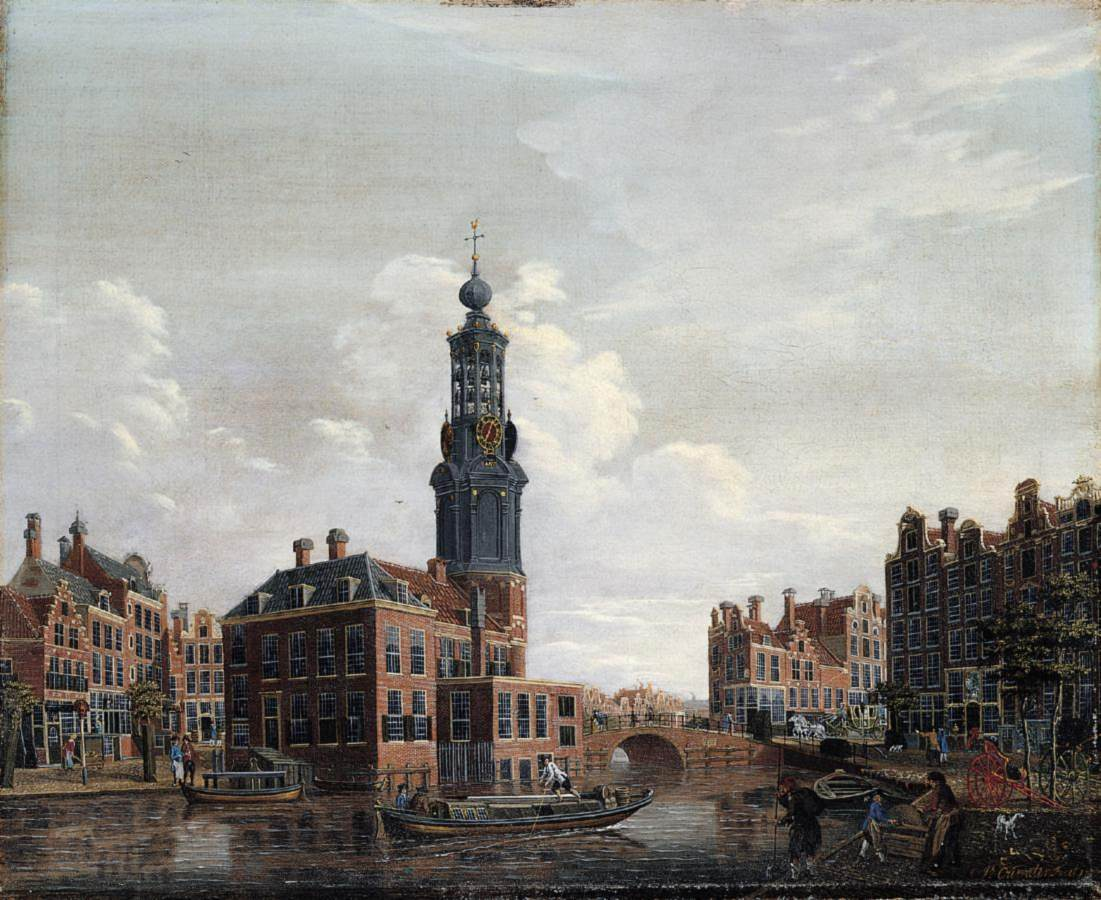
Munttoren rond 1770 door Isaac Ouwater.
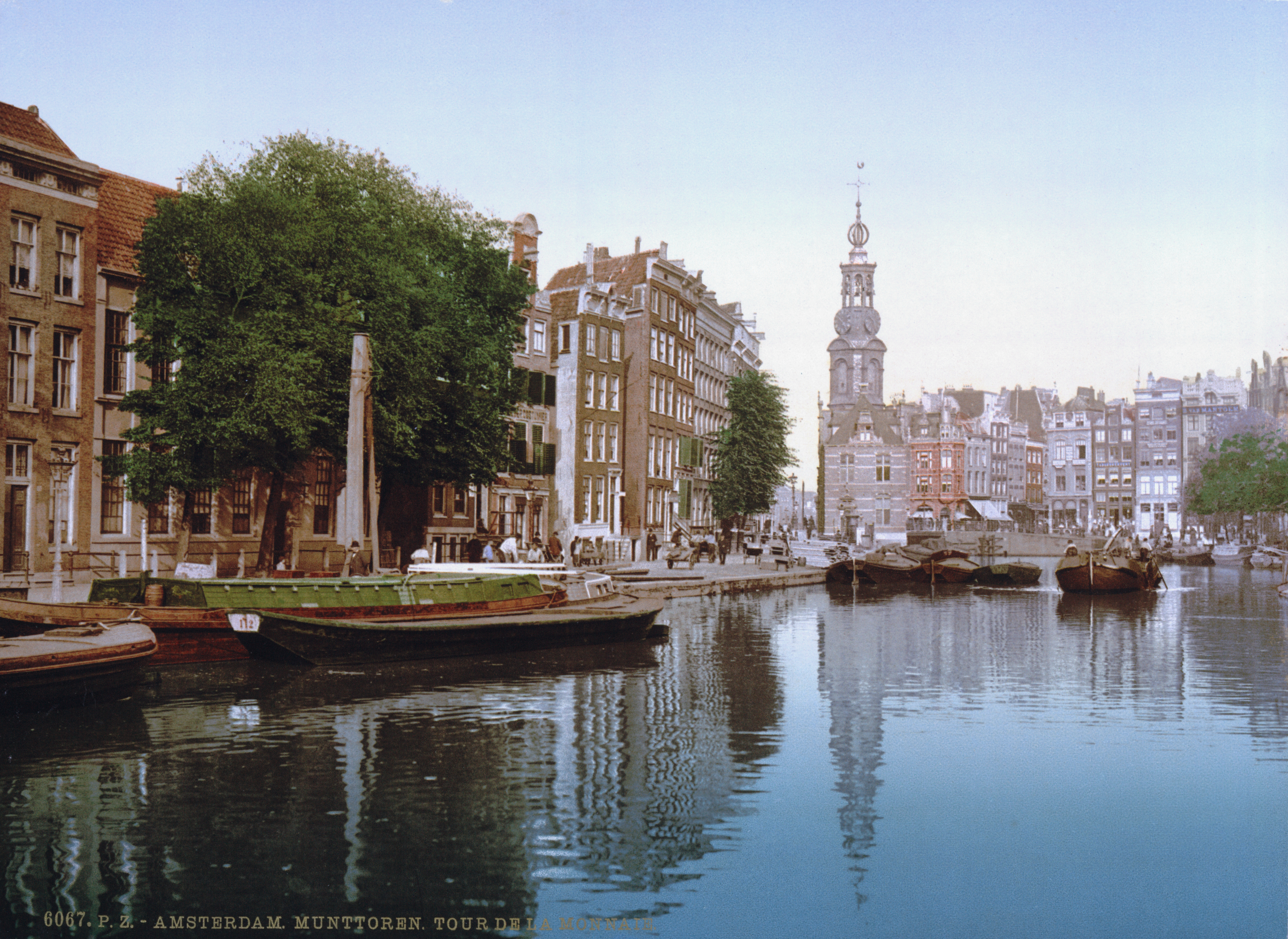
De Munttoren gezien vanaf het Singel in 1900.
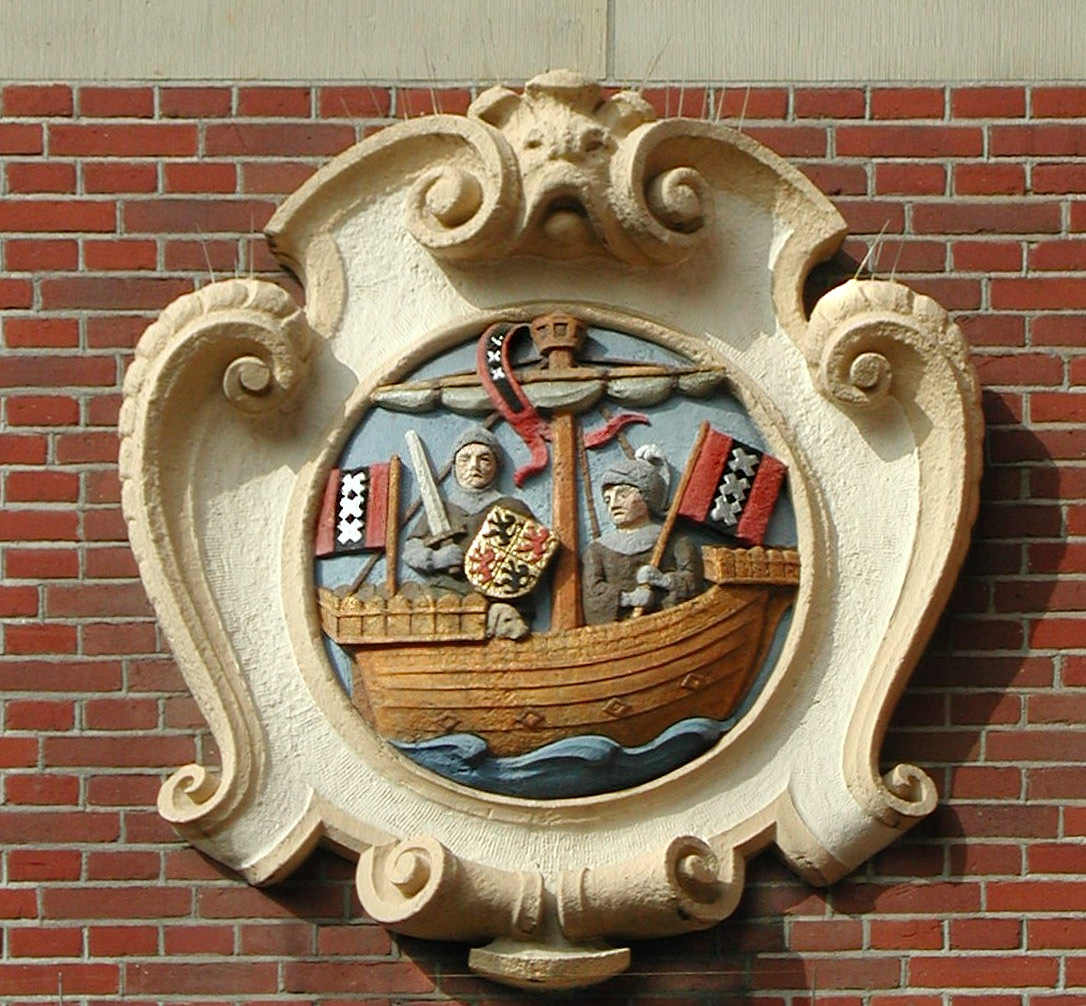
Het oude stadswapen op de zijgevel, door Jan Schultsz.
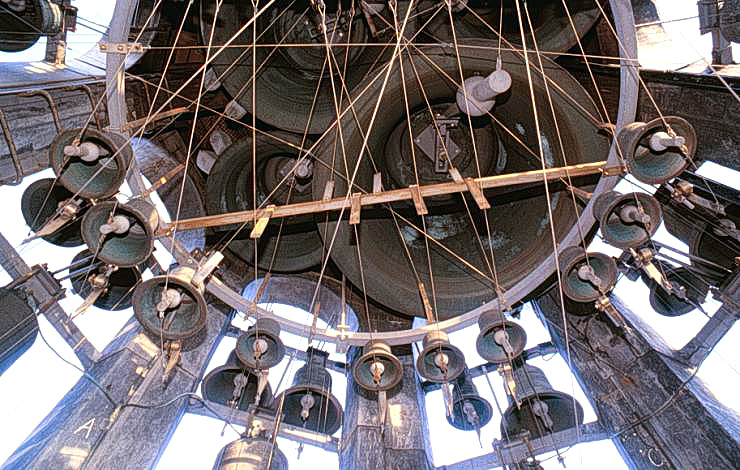
Het carillon in de Munttoren met klepels voor het handspel.
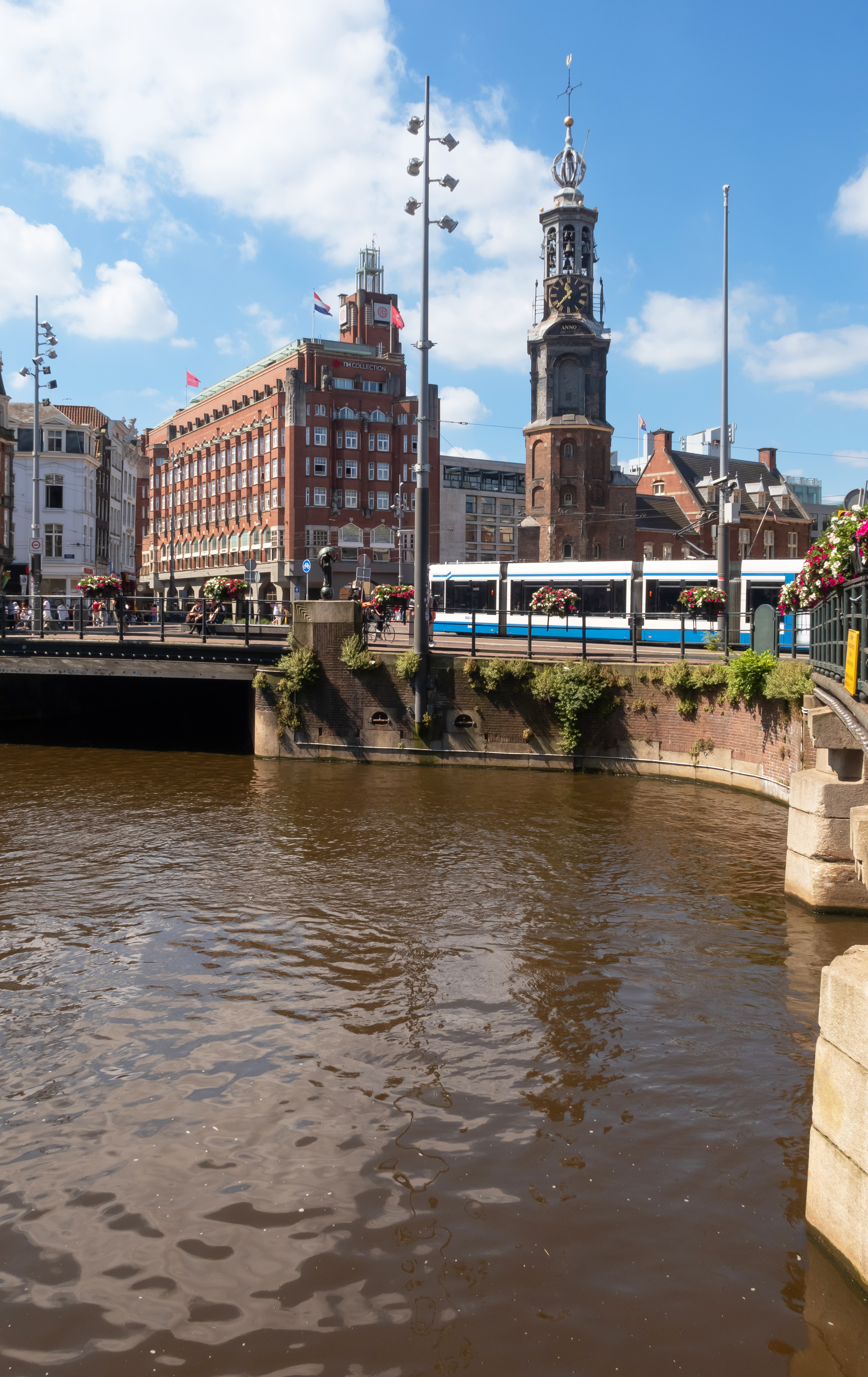
Munttoren met Doelensluis op de voorgrond